# Partido de San Nicolás
Partido de San Nicolás är en kommun i Argentina.   Den ligger i provinsen Buenos Aires, i den centrala delen av landet, 220 km nordväst om huvudstaden Buenos Aires. Antalet invånare är 137 867.
Trakten runt Partido de San Nicolás består till största delen av jordbruksmark. Runt Partido de San Nicolás är det ganska tätbefolkat, med 199 invånare per kvadratkilometer.